# Club Atlético Boca Juniors 1925
Questa voce raccoglie le informazioni riguardanti il Boca Juniors nelle competizioni della stagione 1925.

## Sintesi stagione
Il 1925 è un anno importante per il Boca Juniors. Prima di tutto per il ritiro di quello che è stato il primo grande idolo dei tifosi, il grandissimo attaccante Pedro Calomino, costretto a lasciare la pratica sportiva per una grave cataratta all'occhio destro, a cui ha tentato di porre rimedio con un intervento chirurgico ad inizio stagione che però non ha risolto totalmente il problema. Cresciuto nelle giovanili della squadra, Calumín aveva debuttato nel 1911 trascinando la squadra con il suo carisma e la sua classe per ben 13 stagioni (con alcuni intervalli in altre squadre, per discussioni con le dirigenze dell'epoca), vincendo ben 8 titoli. Calomino è ancora attualmente l'8° marcatore di tutti i tempi del Boca Juniors: in 226 partite ufficiali disputate, ha segnato 99 goal. Lascia comunque il reparto offensivo della squadra in ottime mani: con l'addio di Calomino, è Domingo Tarasconi a prendere in mano le sorti offensive del Boca Juniors. Ad aiutare il reparto arretrato ed il centrocampo, arriva dall'Huracán Mario Fortunato, un centrocampista (ma all'occorrenza anche difensore) che rimarrà al Boca Juniors fino al 1929, quando un grave infortunio al ginocchio lo costringerà ad abbandonare il calcio giocato. Fortunato, però, rimarrà al Boca in un'altra veste: sarà il primo allenatore ufficialmente riconosciuto del Boca Juniors, nonché anche quello che è rimasto per più tempo in carica sulla panchina Xeneize (ben 2877 giorni).
Ma il 1925 è importante anche per il tour europeo (la "gira en Europa") della squadra. Nel Vecchio Continente aveva fatto una notevole impressione la prestazione della nazionale dell'Uruguay in occasione dei giochi olimpici del 1924, mettendo in mostra chiaramente l'ottimo livello del calcio sudamericano. La AAF propone quindi di organizzare una squadra di giocatori argentini, selezionati dalle diverse squadre, per un tour in Europa. Tra le squadre però non si trova un accordo ed è qui che interviene il presidente del Boca Juniors, Manlio Anastasi, proponendo che sia il Boca Juniors a viaggiare in Europa in rappresentanza del calcio argentino. La AAF, quindi, decide di posticipare le gare di Copa Campeonato già programmate del Boca Juniors e autorizza la squadra a partire. Il Boca Juniors si rafforza con cinque elementi per ben figurare nel Vecchio Continente: arrivano il portiere Octavio Díaz dal Rosario Central, il difensore Roberto Cochrane dal Tiro Federal, il centrocampista Luis Vaccaro dall'Argentinos Juniors e gli attaccanti Cesáreo Onzari e Manuel Seoane, rispettivamente dall'Huracán e dal Porvenir. Il tour europeo dura dal febbraio al giugno del 1925, periodo nel quale il Boca Juniors gioca 19 partite, perdendone soltanto 3 e pareggiandone una. La gira en Europa è un vero e proprio successo, tanto che la AAF attribuisce la Copa de Honor alla squadra per i meriti sportivi ottenuti. Tuttavia, è da registrare una vera e propria tragedia avvenuta alla prima partita della tournée, contro il Celta Vigo. Ben 25.000 spettatori si sono presentati al Campo de Coya di Vigo per assistere alla partita. Dopo 16 minuti di gioco, la partita è stata sospesa per il crollo del tetto di una fabbrica nei pressi dello stadio, sul quale alcuni spettatori si erano assiepati per la mancanza di posti sugli spalti. Il tragico bilancio è di 2 morti e 26 feriti. È di Antonio Cerroti il primo gol di un giocatore argentino in Europa.
È dunque naturale che, con l'impegnativo tour europeo, il Boca Juniors dedica pochissime energie alla Copa Campeonato una volta tornato in patria. Il Boca Juniors chiude il campionato al 20º posto con sole 7 partite disputate. Le restanti non verranno mai disputate.
Gli Xeneizes tornano a partecipare alla Copa Competencia e ottengono il titolo sconfiggendo in finale (disputata su due gare, dato il pareggio concretizzatosi nella prima sfida) l'Argentinos Juniors in due partite durissime e molto equilibrate.

### Superclásico
In questa stagione il Boca Juniors non ha affrontato il River Plate. Il Superclásico tornerà ad essere giocato in una gara ufficiale soltanto nel 1927.

## Maglie e sponsor
| 1ª divisa | 2ª divisa |

## Rosa
Nota: nell'elenco sottostante non sono presenti i giocatori che nella stagione 1925 non facevano parte della rosa ma che hanno preso parte al tour in Europa, partite di carattere amichevole ma che hanno portato al Boca Juniors l'attribuzione della Copa de Honor per meriti sportivi da parte della AAF, e alle partite di Copa Competencia disputate nel 1926. La loro presenza sarà comunque riportata nella sezione "Statistiche".
| N. |                      | Ruolo | Calciatore        |
| -- | -------------------- | ----- | ----------------- |
|    | Argentina (bandiera) | P     | Manuel Bidoglio   |
|    | Argentina (bandiera) | P     | Américo Tesoriere |
|    | Argentina (bandiera) | D     | Ludovico Bidoglio |
|    | Argentina (bandiera) | D     | Ángel Médici      |
|    | Argentina (bandiera) | D     | Ramón Mutis       |
|    | Argentina (bandiera) | A     | Juan Presta       |
|    | Argentina (bandiera) | D     | Luis Strada       |
|    | Argentina (bandiera) | C     | Alfredo Elli      |
|    | Argentina (bandiera) | C     | Mario Fortunato   |

| N. |                      | Ruolo | Calciatore        |
| -- | -------------------- | ----- | ----------------- |
|    | Argentina (bandiera) | C     | José Stábile      |
|    | Argentina (bandiera) | A     | Carlos Antraygues |
|    | Argentina (bandiera) | A     | Armando Bergamini |
|    | Argentina (bandiera) | A     | Antonio Cerroti   |
|    | Argentina (bandiera) | A     | Roberto Dighero   |
|    | Argentina (bandiera) | A     | Alfredo Garasini  |
|    | Argentina (bandiera) | A     | Dante Pertini     |
|    | Argentina (bandiera) | A     | Domingo Tarasconi |
|    | Argentina (bandiera) | A     | Ángel Tazza       |

## Calciomercato

### Operazioni esterne alle sessioni
| Acquisti         | Acquisti         | Acquisti         | Acquisti         |
| Altre operazioni | Altre operazioni | Altre operazioni | Altre operazioni |
| R.               | Nome             | da               | Modalità         |
| ---------------- | ---------------- | ---------------- | ---------------- |
| C                | Mario Fortunato  | Huracán          | -                |
| P                | Manuel Merello   | -                | -                |
| D                | Luis Strada      | -                | -                |
| A                | Roberto Dighero  | -                | -                |
| A                | Ángel Tazza      | -                | -                |

| Cessioni         | Cessioni         | Cessioni         | Cessioni         |
| Altre operazioni | Altre operazioni | Altre operazioni | Altre operazioni |
| R.               | Nome             | a                | Modalità         |
| ---------------- | ---------------- | ---------------- | ---------------- |
| D                | Juan Anglese     | -                | -                |
| C                | Mario Busso      | -                | -                |
| C                | Ángel Giachino   | -                | -                |
| A                | Pedro Calomino   | -                | -                |
| A                | Carmelo Pozzo    | -                | -                |

## Risultati

### Copa Campeonato
| Arbitro: | Grinspau |

|  |           |                       |
|  | Marcatori | 48’ Tazza 51’ Cerroti |

| Arbitro: | Repossi |

|               |           |             |
| Tarasconi 43’ | Marcatori | 1’ Casaubón |

| Arbitro: | Alsieride |

|  |           |               |
|  | Marcatori | 80’ Tarasconi |

| Arbitro: | Sosa |

|                             |           |  |
| Garasini 43’ Tazza 47’, 75’ | Marcatori |  |

| Arbitro: | Muzio |

|  |           |                          |
|  | Marcatori | 15’ Garasini 87’ Cerroti |

| Arbitro: | Muzio |

|           |           |                                     |
| Luppo 62’ | Marcatori | 24’, 36’ Tazza 56’ Dighero 62’ Elli |

| Arbitro: | López |

|                                     |           |  |
| Tazza 11’ Dighero 25’ Tarasconi 82’ | Marcatori |  |

### Prima fase
| Arbitro: | Repossi |

|           |           |  |
| Tazza 61’ | Marcatori |  |

### Fase ad eliminazione diretta
| Arbitro: | Repossi |

|                                                                             |           |  |
| Tarasconi 16’, 49’, 84’ (rig.) Tazza 29’, 72’, 79’ Cerroti 36’ Garasini 38’ | Marcatori |  |

| Arbitro: | Novarino |

|                    |           |  |
| Tazza 20’ Elli 67’ | Marcatori |  |

| Arbitro: | Pérez |

|                                                    |           |                   |
| Tarasconi 25’ (rig.) Roberto Dighero 53’ Tazza 75’ | Marcatori | 68’ De Los Santos |

| Arbitro: | Pérez |

|               |           |           |
| Tarasconi 70’ | Marcatori | 65’ Rivas |

Dato il pareggio per 1-1 tra le due finaliste, è stata necessaria la disputa di una nuova partita di finale tra Boca Juniors ed Argentinos Juniors.
| Arbitro: | Celleri |

|             |           |  |
| Garasini 7’ | Marcatori |  |

## Tournéein Europa

### Prima fase
| Arbitro: | Nuñez |

|          |           |                            |
| Polo 75’ | Marcatori | 2’, 57’ Cerroti 77’ Onzari |

| Arbitro: | París |

|                                            |           |              |
| Juanito 20’ (rig.), 74’ (rig.) Reigosa 27’ | Marcatori | 20’ Garasini |

| Arbitro: | González |

|  |           |                                       |
|  | Marcatori | 47’ Onzari 52’ Antraygues 86’ Cerroti |

| Arbitro: | De La Paz |

|  |           |               |
|  | Marcatori | 86’ Tarasconi |

| Arbitro: | Montero |

|            |           |                            |
| Triana 55’ | Marcatori | 48’ Antraygues 58’ Cerroti |

| Arbitro: | Carcer |

|  |           |           |
|  | Marcatori | 50’ Pozzo |

| Arbitro: | Montero |

|  |           |            |
|  | Marcatori | 70’ Seoane |

| Arbitro: | Decap |

|                              |           |  |
| 13’, 19’, 21’, 61’ Errazquin | Marcatori |  |

| Arbitro: | Gaviria |

|                                           |           |                                  |
| Laka 2’ Larraza 15’, 50’ (rig.) Areta 72’ | Marcatori | 35’ (rig.) Tarasconi 80’ Cerroti |

| Arbitro: | Decap |

|  |           |            |
|  | Marcatori | 43’ Seoane |

| Arbitro: | Llovera |

|  |           |               |
|  | Marcatori | 67’ Tarasconi |

| Arbitro: | Decap |

|  |           |                              |
|  | Marcatori | 5’, 64’ Seoane 10’ Tarasconi |

| Arbitro: | Lloveras |

|  |           |                           |
|  | Marcatori | 16’ Cerroti 57’ Tarasconi |

| Arbitro: | Linnich |

|                 |           |            |
| Hutstteiner 36’ | Marcatori | 17’ Seoane |

| Arbitro: | Maisch |

|  |           |                                       |
|  | Marcatori | 12’ Garasini 58’ Tarasconi 60’ Seoane |

| Lipsia 21 maggio 1925                                                                                   | Spielvereinigung 1899 Leipzig | 0 – 7 referto                                                         | Boca Juniors | Karl-Enders-Sportspark |
| \| \| \| \| \| \| Marcatori \| 13’ Tarasconi 21’, 54’ Cerroti 27’ Onzari 57’, 61’ Pozzo 67’ Garasini \| |                               |                                                                       |              |                        |
| |                               |                                                                       |              |                        |
| | Marcatori                     | 13’ Tarasconi 21’, 54’ Cerroti 27’ Onzari 57’, 61’ Pozzo 67’ Garasini |              |                        |

| Arbitro: | Weintgartner |

|  |           |                        |
|  | Marcatori | 41’ Cerroti 60’ Seoane |

| Francoforte sul Meno 27 maggio 1925               | Eintracht Francoforte | 0 – 2 referto   | Boca Juniors | Waltstadion |
| \| \| \| \| \| \| Marcatori \| 12’, 60’ Seoane \| |                       |                 |              |             |
|                                                   |                       |                 |              |             |
|                                                   | Marcatori             | 12’, 60’ Seoane |              |             |

| Arbitro: | Henriot |

|                               |           |                                  |
| Cordon 44’ Mistral 45’ (rig.) | Marcatori | 18’, 35’, 52’ Seoane 25’ Cerroti |

## Statistiche

### Statistiche di squadra
| Competizione      | In casa | In casa | In casa | In casa | In casa | In casa | In trasferta | In trasferta | In trasferta | In trasferta | In trasferta | In trasferta | Totale | Totale | Totale | Totale | Totale | Totale | DR  |
| Competizione      | G       | V       | N       | P       | Gf      | Gs      | G            | V            | N            | P            | Gf           | Gs           | G      | V      | N      | P      | Gf     | Gs     | DR  |
| ----------------- | ------- | ------- | ------- | ------- | ------- | ------- | ------------ | ------------ | ------------ | ------------ | ------------ | ------------ | ------ | ------ | ------ | ------ | ------ | ------ | --- |
| Copa Campeonato   | 3       | 2       | 1       | 0       | 7       | 2       | 4            | 4            | 0            | 0            | 7            | 1            | 7      | 6      | 1      | 0      | 16     | 3      | +13 |
| Copa Competencia  | 6       | 5       | 1       | 0       | 16      | 2       | 0            | 0            | 0            | 0            | 0            | 0            | 6      | 5      | 1      | 0      | 16     | 2      | +14 |
| Tournée in Europa | 0       | 0       | 0       | 0       | 0       | 0       | 19           | 15           | 1            | 3            | 40           | 16           | 19     | 15     | 1      | 3      | 40     | 16     | +24 |
| Totale            | 9       | 7       | 2       | 0       | 23      | 4       | 23           | 19           | 1            | 3            | 47           | 17           | 32     | 26     | 3      | 3      | 72     | 21     | 51  |

### Statistiche individuali
| Giocatore     | Copa Campeonato | Copa Campeonato | Copa Campeonato | Copa Campeonato | Copa Competencia | Copa Competencia | Copa Competencia | Copa Competencia | Tournée europea | Tournée europea | Tournée europea | Tournée europea | Totale   | Totale | Totale      | Totale     |
| Giocatore     | Presenze        | Reti            | Ammonizioni     | Espulsioni      | Presenze         | Reti             | Ammonizioni      | Espulsioni       | Presenze        | Reti            | Ammonizioni     | Espulsioni      | Presenze | Reti   | Ammonizioni | Espulsioni |
| ------------- | --------------- | --------------- | --------------- | --------------- | ---------------- | ---------------- | ---------------- | ---------------- | --------------- | --------------- | --------------- | --------------- | -------- | ------ | ----------- | ---------- |
| C. Antraygues | 1               | 0               | 0               | 0               | 0                | 0                | 0                | 0                | 5               | 2               | 0               | 0               | 6        | 2      | 0           | 0          |
| A. Bergamini  | 0               | 0               | 0               | 0               | 1                | 0                | 0                | 0                | 0               | 0               | 0               | 0               | 1        | 0      | 0           | 0          |
| L. Bidoglio   | 4               | 0               | 0               | 0               | 5                | 0                | 0                | 0                | 18              | 0               | 0               | 0               | 27       | 0      | 0           | 0          |
| M. Bidoglio   | 2               | -1              | 0               | 0               | 1                | 0                | 0                | 0                | 0               | 0               | 0               | 0               | 3        | -1     | 0           | 0          |
| M. Busso      | 0               | 0               | 0               | 0               | 0                | 0                | 0                | 0                | 3               | 0               | 0               | 0               | 3        | 0      | 0           | 0          |
| A. Cerroti    | 7               | 2               | 0               | 0               | 5                | 1                | 0                | 0                | 19              | 10              | 0               | 0               | 31       | 13     | 0           | 0          |
| R. Cochrane   | 0               | 0               | 0               | 0               | 0                | 0                | 0                | 0                | 12              | 0               | 0               | 0               | 12       | 0      | 0           | 0          |
| O. Díaz       | 0               | 0               | 0               | 0               | 0                | 0                | 0                | 0                | 6               | -4              | 0               | 0               | 6        | -4     | 0           | 0          |
| R. Dighero    | 7               | 2               | 0               | 0               | 6                | 1                | 0                | 0                | 0               | 0               | 0               | 0               | 13       | 3      | 0           | 0          |
| A. Elli       | 7               | 1               | 0               | 0               | 6                | 1                | 0                | 0                | 17              | 0               | 0               | 0               | 30       | 2      | 0           | 0          |
| M. Fortunato  | 7               | 0               | 0               | 0               | 6                | 0                | 0                | 0                | 0               | 0               | 0               | 0               | 13       | 0      | 0           | 0          |
| A. Garasini   | 6               | 2               | 0               | 0               | 5                | 2                | 0                | 0                | 12              | 3               | 0               | 0               | 23       | 7      | 0           | 0          |
| Á. Médici     | 6               | 0               | 0               | 0               | 5                | 0                | 0                | 0                | 19              | 0               | 0               | 0               | 30       | 0      | 0           | 0          |
| M. Merello    | 0               | 0               | 0               | 0               | 2                | -1               | 0                | 0                | 0               | 0               | 0               | 0               | 2        | -1     | 0           | 0          |
| R. Mutis      | 7               | 0               | 0               | 0               | 6                | 0                | 0                | 0                | 10              | 0               | 0               | 0               | 23       | 0      | 0           | 0          |
| C. Onzari     | 0               | 0               | 0               | 0               | 0                | 0                | 0                | 0                | 17              | 3               | 0               | 0               | 17       | 3      | 0           | 0          |
| D. Pertini    | 0               | 0               | 0               | 0               | 1                | 0                | 0                | 0                | 8               | 0               | 0               | 0               | 9        | 0      | 0           | 0          |
| C. Pozzo      | 0               | 0               | 0               | 0               | 0                | 0                | 0                | 0                | 2               | 3               | 0               | 0               | 2        | 3      | 0           | 0          |
| J. Presta     | 1               | 0               | 0               | 0               | 0                | 0                | 0                | 0                | 0               | 0               | 0               | 0               | 1        | 0      | 0           | 0          |
| M. Seoane     | 0               | 0               | 0               | 0               | 0                | 0                | 0                | 0                | 16              | 12              | 0               | 0               | 16       | 12     | 0           | 0          |
| J. Stábile    | 1               | 0               | 0               | 0               | 0                | 0                | 0                | 0                | 0               | 0               | 0               | 0               | 1        | 0      | 0           | 0          |
| L. Strada     | 2               | 0               | 0               | 0               | 2                | 0                | 0                | 0                | 0               | 0               | 0               | 0               | 4        | 0      | 0           | 0          |
| D. Tarasconi  | 7               | 3               | 0               | 0               | 6                | 5                | 0                | 0                | 18              | 7               | 0               | 0               | 31       | 15     | 0           | 0          |
| Á. Tazza      | 7               | 6               | 0               | 0               | 6                | 6                | 0                | 0                | 0               | 0               | 0               | 0               | 13       | 12     | 0           | 0          |
| A. Tesoriere  | 5               | -2              | 0               | 0               | 3                | -1               | 0                | 0                | 13              | -12             | 0               | 0               | 21       | -15    | 0           | 0          |
| L. Vaccaro    | 0               | 0               | 0               | 0               | 0                | 0                | 0                | 0                | 15              | 0               | 0               | 0               | 15       | 0      | 0           | 0          |